# 曼努乔
曼努乔（Manucho，全名Mateus Alberto Contreiras Gonçalves，1983年3月7日—），是一名安哥拉足球运动员，司識前鋒、左翼，曾效力西甲球會華拉度列。

## 生平
出生於安哥拉首都羅安達的曼努喬，早期一直都是在自己國家之聯賽打滾。2007年12月英超球會曼聯到安哥拉看中了曼努喬。時曼聯鋒線人手緊張，曼聯未作長時間考慮，就決定把曼努喬簽下。
2008年1月曼努乔加盟曼联，加盟初期由于未获工作许可，而被转借到希腊帕纳辛纳克斯。
2008年8月他凭借之前在非洲杯上代表国家队的出色表现，成功获得工作许可，并且在9月23日的联赛杯第三圈中第一次代表曼联出场，後補入替出戰。11月15日第一次在联赛中亮相，主場對於74分鐘入替卡洛斯·特维斯，不过这也成为他曼联生涯的唯一一次联赛出场。
綜觀在曼聯時曼努喬都未能爭取得正選，2009年1月16日，曼努乔答應被租借至直到球季結束。7月17日轉投西甲球會，簽約五年。

## 國家隊
文奴祖代表安哥拉國家足球隊參加國際賽。在2008年非洲國家盃表現出色，雖然安哥拉最終在八強止步，但文奴祖也能入選2008年非洲國家盃最住陣容，更以4球成為四名非國盃神射手亞軍之一，僅次於5球的伊度奧。

## 外部連結
- 足球数据库：曼努乔的球员统计数据